# Andorra la Vella
Andorra la Vella az Andorrai Hercegség fővárosa.

## Földrajz és időjárás
A város Andorra délnyugati részén található, két hegyvonulat találkozásánál. Mivel a tengerszint feletti 1409 méteres magasságban található, a magasan fekvő fővárosok közé tartozik – és a síelők kedvelt úticélja. A klímája alpesi, hideg telekkel, és kellemesen meleg, szárazabb nyarakkal. Az átlagos januári hőmérséklet −1 °C, a júliusi 20 °C.  Évente 808 mm eső esik.
| Hónap                         | Jan. | Feb. | Már. | Ápr. | Máj. | Jún. | Júl. | Aug. | Szep. | Okt. | Nov. | Dec. | Év   |
| ----------------------------- | ---- | ---- | ---- | ---- | ---- | ---- | ---- | ---- | ----- | ---- | ---- | ---- | ---- |
| Átlagos max. hőmérséklet (°C) | 1,0  | 1,0  | 3,0  | 5,0  | 9,0  | 14,0 | 18,0 | 17,0 | 15,0  | 9,0  | 4,0  | 1,0  | 8,1  |
| Átlaghőmérséklet (°C)         | −2,5 | −3,0 | −1,5 | 0,5  | 4,5  | 8,5  | 12,0 | 11,5 | 9,5   | 5,0  | 0,0  | −2,5 | 3,5  |
| Átlagos min. hőmérséklet (°C) | −6,0 | −7,0 | −6,0 | −4,0 | 0,0  | 3,0  | 6,0  | 6,0  | 4,0   | 1,0  | −4,0 | −6,0 | −1,0 |
| Átl. csapadékmennyiség (mm)   | 114  | 97   | 100  | 106  | 132  | 112  | 78   | 105  | 102   | 124  | 141  | 118  | 1329 |
| Forrás: World Climate Guide   |      |      |      |      |      |      |      |      |       |      |      |      |      |

## Közlekedés
A főváros a három legfontosabb andorrai út, a CG1, a CG2 és a CG3 találkozásában fekszik, tehát közúton könnyen megközelíthető. Vasútállomása nincs (tekintettel a terepviszonyokra), habár buszjáratok közlekednek Andorra egyetlen vasútállomásához, L'Hospitalet-hoz, amit a francia vasúttársaság üzemeltet. Innen Párizsba is indulnak vonatok. Andorrában nincsenek repülőterek. A legközelebbit Andorra la Vellától három órányira, a francia Toulouse-ban találjuk.

## Történelem

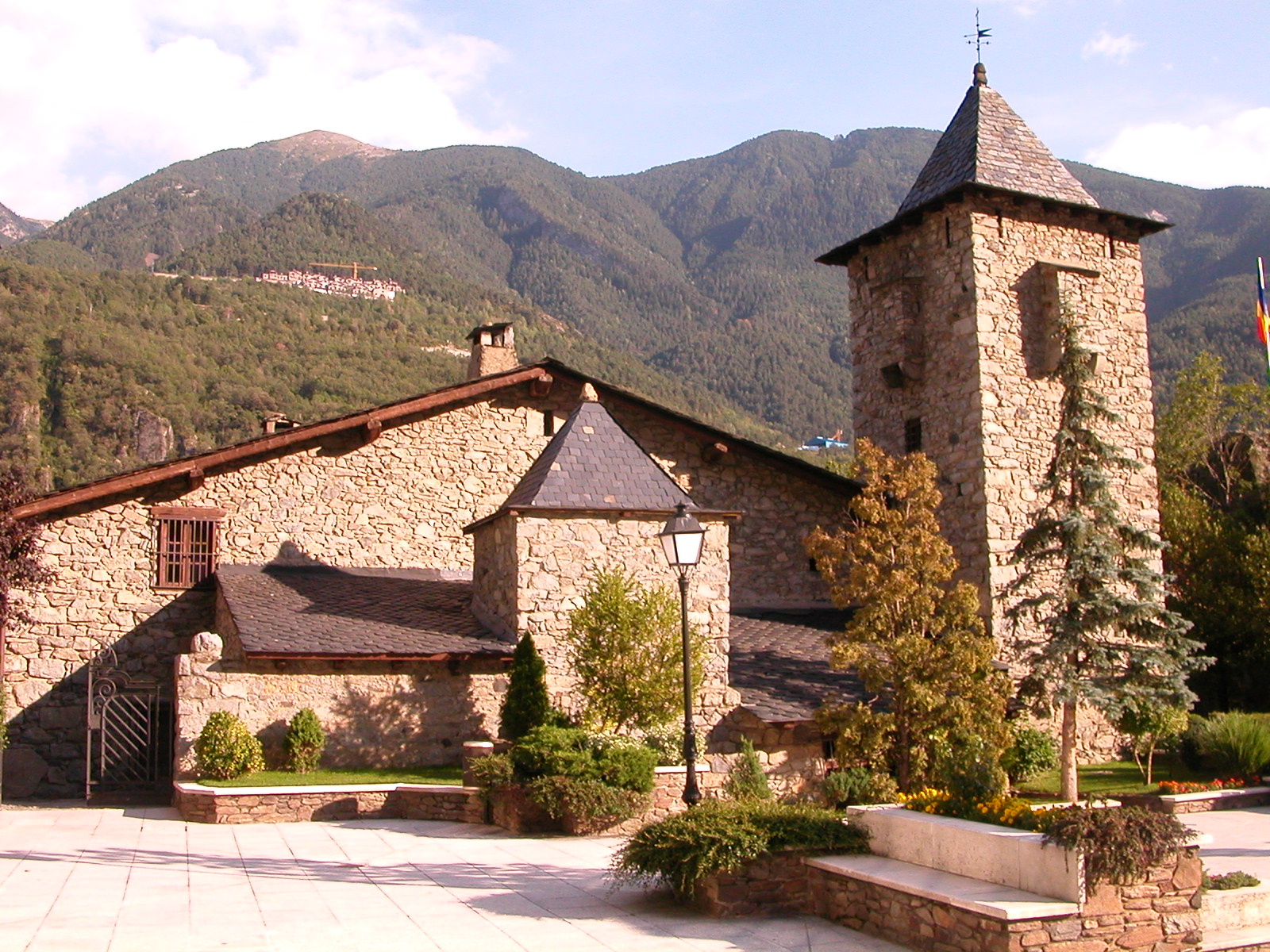
A Casa de la Vall, Andorra parlamentje

Andorra la Vella – lefordítva "Andorra, a Város" (így különböztetve meg a fővárost az Andorrai Hercegség egészétől) – környéke már a keresztény kor előtt is lakott volt. A település 1278 óta az ország legfontosabb városa. Az óváros (Barri Antic) ebből az időből származó épületeket is rejt. Mint a fővárosa egy elszigetelt, feudalista államnak (amely függetlenségét jól védte a társhercegi rendszer), a történetét nem túl jól dokumentálták.
A kis ország még a huszadik században is teljesen észrevétlen maradt – a versailles-i békeszerződésekben sem vett részt (ahogy a háborúkban sem.) A harmincas évek politikai nyugtalansága és Borisz Szkozirev hatalomátvételi kísérlete után egy nem formaszerű demokrácia jött létre. Az ország lakossága a 60-as években körülbelül hatezer fő volt. 1993-ban elkészült az ország első alkotmánya, kialakult a parlamentáris demokrácia, és az ország hivatalos szervei Andorra la Vellában kaptak helyet. Ezzel Andorra belépett a nyugat-európai fejlett államok sorába.

## Népesség
| Lakosok száma | 21 190 | 19 408 | 22 886 | 22 151 | 22 440 | 22 537 | 22 873 | 23 324 | 24 042 |
|               | 2010   | 2012   | 2015   | 2018   | 2019   | 2020   | 2021   | 2022   | 2023   |

## Látnivalók, kultúra
Az óváros középkori hangulatú kőházakból áll. Minden télen zenei fesztivált tartanak. A városban színházat is találunk. Bár csak a katalán a hivatalos nyelv, utcáin spanyol, portugál és francia szót is gyakran hallani, mivel a bevándorlók nagy számban ezeket a nyelveket beszélik.

### Templomok
Sant Esteve Plaça Príncep Benlloch
A templom egy része már a római korban is templom volt. A további részeket a későbbi korokban építették, főleg a 20. században. 1940-ben Josep Puig i Cadafalch modernista építész felújította a harangtornyot és a jelenlegi oldalbejáratot. Belül egy 12. századi függőmennyezet látható és két oltár. Az egyik a 17. századból, Szent Lucának, a másik a 18. századból, Keresztelő Szent Jánosnak szentelve.
Sant Martí de la Cortinada
Román kori templom a 12. századból. A 17. és 18. században bővítették. Cortinada festőművész falfreskóit tartalmazza a 12. század végéről. Említésre méltó a kovácsoltvas rács, a fából készült, faragott bútorzat (17. század), az ötvösmunka, a harangok és a gyóntatószék.
Santa Coloma
Román kor előtti templom (9. század és 10. század). Lombard harangtorony, köríves alappal (12. század). Mindezek együtt a fejedelemségben egyedülállóvá teszik. A 12. században falfestményekkel díszítették, melyeket Santa Coloma festőművész készített.
Említésre méltó: 12. vagy 13. századi Remei Szűz szobra, 18. századi barokk oltár többszínű fából.

### Múzeumok, emlékművek
Air museum of geology « Roques al carrer »
Oficina de Turisme - Plaça de la Rotonda, s/n
Geológiai múzeum, ami fedetlen területen van. Három részből áll: kőkert, geológiai bevezető, építészet gránittal.
Casa de la Vall Carrer de la Vall
A „La Casa de la Vall” (a. m. „A völgy háza”) az andorrai parlament épülete. 1580-ban épült, 1702-ben költözött be a parlament. Falain gótikus freskók ábrázolják Krisztus szenvedéseit.
La Margineda híd
Román kori híd, a legnagyobb és legkarcsúbb középkori híd Andorrában. 33 méter hosszú és 9,2 méter magas.

## Gazdaság
Andorra la Vella Andorra gazdasági csomópontja. Sok bank és vállalkozás élvezi az ország adóparadicsomi helyzetét.

## Testvérvárosok
- Valls, Spanyolország